# Cerbalus ergensis
Espèce
Cerbalus ergensis est une espèce d'araignées aranéomorphes de la famille des Sparassidae.

## Distribution
Cette espèce est endémique de Tunisie. Elle se rencontre dans le parc national de Jbil.

## Description
La carapace du mâle holotype mesure 9,5 mm sur 7,6 mm et l'abdomen 7,9 mm de long sur 6,5 mm.

## Étymologie
Son nom d'espèce, composé de erg et du suffixe latin -ensis, « qui vit dans, qui habite », lui a été donné en référence au lieu de sa découverte, le Grand Erg oriental.

## Publication originale
- (en) Peter Jäger, « A new species of the huntsman spider genus Cerbalus Simon, 1897 from S. Tunisia (Araneae: Sparassidae) », Bulletin of the British Arachnological Society, vol. 11, no 2,‎ 2000, p. 358-360 (ISSN 2049-3045, lire en ligne, consulté le 20 décembre 2020).